# 가르실라소 데 라 베가

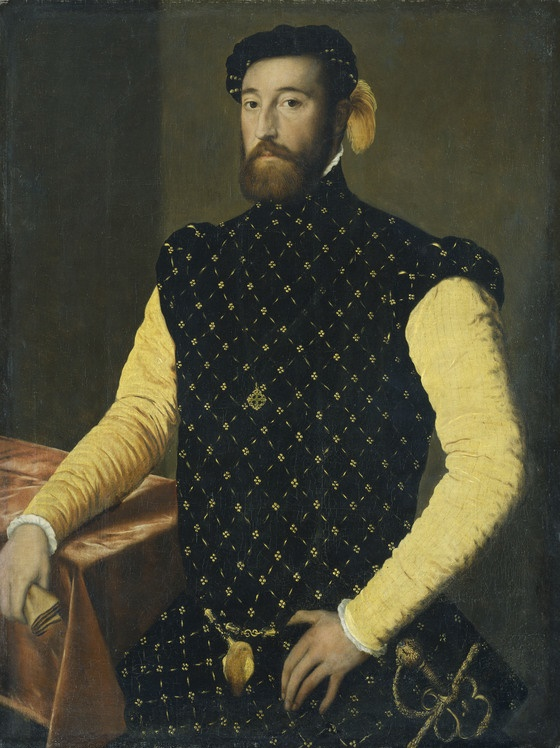

가르실라소 데 라 베가(Garcilaso de la Vega, 1501년 경 ~ 1536년 10월 14일)는 스페인의 병사이자 시인이다.
톨레도의 귀족 가문에서 태어났다. 1520년 갓 즉위한 독일 태생의 스페인 황제인 카를로스 1세의 신성로마제국 황제 선거 자금 요구에 반발한 귀족들이 일으킨 코무네로스 반란(1520∼1522) 때 황제 편에 서서 싸워 승리를 거둔다. 이후 로도스와 나바라 전투 등 여러 전쟁에 참여한다. 엘레나 데 수니가와 결혼한 지 얼마 안 되어 1526년 그라나다에서 거행된 카를로스 1세의 결혼식에서 포르투갈 여인인 이사벨 데 프레이레와 만나게 된다. 이후 가르실라소는 그녀에 대한 사랑을 주제로 많은 시를 썼으며, 3년 후 이사벨이 결혼하자 극심한 고통을 받게 된다. 그 후 황제가 반대한 조카의 결혼식을 은밀히 추진해 황제의 노여움을 사게 되고 도나우 강변의 섬으로 추방당한다. 황제의 사면을 받은 후, 이탈리아 나폴리에 가서 이탈리아 르네상스 문학을 폭넓게 접한다. 1534년 가르실라소는 산고로 인한 이사벨의 죽음에 다시 한 번 크게 충격을 받는다. 1536년 황제의 명에 따라 프로방스 지방의 무이 성을 공략하다가 머리에 부상을 당한 후 니스에서 죽음을 맞이한다.